# Gymnochthebius ischigualasto
Gymnochthebius ischigualasto är en skalbaggsart som beskrevs av Perkins och Archangelsky 2002. Gymnochthebius ischigualasto ingår i släktet Gymnochthebius och familjen vattenbrynsbaggar. Inga underarter finns listade i Catalogue of Life.